# La Horra
La Horra är en ort i Spanien.   Den ligger i provinsen Provincia de Burgos och regionen Kastilien och Leon, i den centrala delen av landet, 150 km norr om huvudstaden Madrid. La Horra ligger 807 meter över havet och antalet invånare är 406.
Terrängen runt La Horra är platt. Runt La Horra är det glesbefolkat, med 17 invånare per kvadratkilometer. Närmaste större samhälle är Aranda de Duero, 17,3 km sydost om La Horra. Trakten runt La Horra består till största delen av jordbruksmark.